# 국도 제8호선 (일본)
국도 제8호선(일본어: 国道8号)은 일본 니가타현 니가타시 주오구부터 교토부 교토시 시모교구를 잇는 총 연장 561.2km를 잇는 일본의 일반 국도이다.

## 주요 경유지
- 니가타현
  - 니가타시 주오구 - 니가타 시 니시구 - 니가타 시 미나미구 - 산조시 - 미쓰케시 - 나가오카시 - 가리와군 가리와촌 - 가시와자키시 - 조에쓰시 - 이토이가와시

- 도야마현
  - 시모니카와군 아사히정 - 시모니카와 군 뉴젠정 - 구로베시 - 우오즈시 - 나메리카와시 - 나카니카와군 가미이치정 - 도야마시 - 이미즈시 - 다카오카시 - 오야베시

- 이시카와현
  - 가호쿠군 쓰바타정 - 가나자와시 - 노노이치시 - 하쿠산시 - 노미군 가와키타정 - 노미시 - 고마쓰시 - 가가시

- 후쿠이현
  - 아와라시 - 사카이시 - 후쿠이시 - 사바에시 - 에치젠시 - 난조군 미나미에치젠정 - 쓰루가시

- 시가현
  - 나가하마시 - 마이바라시 - 히코네시 - 이누카미군 도요사토정 - 에치군 아이쇼정 - 히가시오미시 - 오미하치만시 - 가모 군 류오정 - 야스시 - 릿토시 - 구사쓰시 - 오쓰시

- 교토부
  - 교토시 야마시나구 - 교토 시 히가시야마구 - 교토 시 시모교구